# Ера на Варгас
Ерата на Варгас (на португалски: Era Vargas) е период от историята на Бразилия, обхващащ времето от края на Старата република през 1930 година до възстановяването на демокрацията и установяването на Втората република през 1946 година. През този период в страната е установен авторитарен режим, начело с Жетулиу Варгас.
В края на 20-те години режимът на Старата република е отслабен и деморализиран, което позволява на Жетулиу Варгас, току-що загубил изборите за президент, да дойде на власт чрез преврат. Варгас трябва да поеме управлението временно, но вместо това той затваря Конгреса, премахва Конституцията, управлява с извънредни правомощия и заменя губернаторите на отделните щати със свои поддръжници. През 1935 година страната е обхваната от комунистически бунтове и комунистите правят неуспешен опит за завземане на властта. Комунистическата заплаха служи на Варгас като претекст, за да направи повторен преврат две години по-късно, след което Бразилия става цялостна диктатура. Потискането на опозицията е брутално, повече от 20 000 души са арестувани, създадени са концентрационни лагери за политическите затворници в отдалечени райони на страната, мъченията, репресиите и цензурата стават широко разпространена практика.
Бразилия остава неутрална по време на първите години от Втората световна война, докато правителството не обявява война на силите от Оста през 1942 година. Варгас праща германски, италиански и японски имигранти в концентрационни лагери, а през 1944 година изпраща войски на бойното поле в Италия. С победата на съюзниците през 1945 година и с края на нацистко-фашиските режими в Европа, положението на Варгас става неудържимо и той бързо е свален чрез военен преврат.